# Dídac Salas
Pour les articles homonymes, voir Salas.
Dídac Salas, né le 19 mai 1993 à Rubí, est un athlète espagnol, spécialiste du saut à la perche.

## Carrière
En 2010, il remporte la médaille d'or du saut à la perche lors des Jeux olympiques de la jeunesse à Singapour avec un saut à 5,05 m. L'année suivante, avec 5,40 m, il obtient une médaille de bronze aux Championnats d'Europe juniors à Tallinn.
Il franchit 5,61 m, record personnel, à Saragosse en juillet 2018.
En 2022 il est vainqueur aux championnats ibéro-américains.

## Palmarès
| Date | Compétition                   | Lieu     | Résultat | Marque |
| ---- | ----------------------------- | -------- | -------- | ------ |
| 2011 | Championnats d'Europe juniors | Tallinn  | 3e       | 5,40 m |
| 2018 | Championnats ibéro-américains | Trujillo | 3e       | 5,10 m |
| 2022 | Championnats ibéro-américains | La Nucia | 1er      | 5,40 m |

## Records
| Épreuve          | Épreuve      | Performance | Lieu      | Date           |
| ---------------- | ------------ | ----------- | --------- | -------------- |
| Saut à la perche | En plein air | 5,61 m      | Saragosse | 4 juillet 2018 |
| Saut à la perche | En salle     | 5,60 m      | Prague    | 6 mars 2015    |